# Hotnews.nl
Hotnews.nl was een Nederlandse televisieserie die uitgezonden werd op Jetix en later werd herhaald op Disney Channel en Disney XD. De serie speelde zich af op de redactie van een internetsite die voor 'hot news' zorgde.
De serie telde in totaal acht seizoenen bestaande met elk een ander verhaal. Hotnews.nl was losjes gebaseerd op de klassieke kinderdetective Q & Q.

## Verhaallijnen

### Geheim Spel
Daniel en Suzan zien een meisje in een bus 'HELP!' op het raam schrijven. Ze achtervolgen de bus naar de 'Gamefabriek' waar het bange meisje naar binnen gaat. Het lijkt er op dat de Gamefabriek allerlei rare en mysterieuze dingen doet. De redactie ontdekt dat er verslavende games in omloop zijn die ervoor zorgen dat de spelers gek worden. Ze proberen te achterhalen of de Gamefabriek hier iets mee te maken heeft en waarom de gamers zo gek worden na het spelen van de mysterieuze spellen. Ze maken een plan om in te breken in de Gamefabriek. Helaas gaat dat niet zonder problemen. Ondertussen probeert Maja, het nieuwe lid van de redactie, verborgen te houden dat ze de dochter is van Sylvia, de baas van de site. De rest van de redactie vertrouwt haar niet en zoekt een link met de Gamefabriek.

### Chat
Kevin zit op internet te chatten met een illegale dvd-handelaar. Hij spreekt met de handelaar af om een dvd-box te kopen voor een spotprijs. Suzan gaat mee om alles stiekem te filmen. De handelaar heeft hen door en ontvoert Suzan. Ze komt terecht in een klein kamertje waar ze eten en drinken krijgt van een meisje genaamd Rosa. Na veel aan dringen besluit Rosa Suzan te helpen ontsnappen, maar dat mislukt en Rosa wordt ook vast gezet samen met Suzan.

### Vals Geld
De Hotnews-groep is in een pretpark. Bij een restaurant waar Suzan haar oude klasgenote ziet, krijgen ze vals wisselgeld terug. De klasgenote werkt voor een bende die vals geld in omloop brengt via mooie modellen, die eerst veel opdrachten krijgen en dan worden gebruikt om geld in omloop te brengen. Suzan, Kevin, Maja, Daniel en Cas zoeken dit uit en komen in spannende situaties terecht.

### De Achtste Steen
De redactie doet een reportage over voor het eerst op jezelf wonen. Daniel offert zich hiervoor op. Hij krijgt een kamer in een enorme villa. De villa deelt hij met Sterre, een 'witte heks'. Ze komen erachter dat er in het huis een nepspook is om eventuele kopers van het huis af te schrikken. Hij is ingehuurd door Leopold Kusters, die het huis voor een zo laag mogelijke prijs wil kopen. Zijn plan werkt en de club komt erachter dat Kusters alleen maar op zoek is naar een Afrikaans dodenmasker. In het huis blijkt ook een échte geest te zitten, namelijk een monnik. Toen de villa er nog niet was, stond er namelijk een klooster. Ze roepen de geest op en komen er zo achter waar het dodenmasker ligt: "bij de achtste steen van de oostelijke muur". Een oud monnikengenootschap weet hun te vertellen dat dit om een grafsteen gaat. Ze graven het op, maar het wordt afgepakt door Kusters. De redactie weet het uiteindelijk terug te stelen en geeft het aan de Verenigde Naties.

### Undercover
Maja vertrekt naar New York en wordt vervanger door top-redactrice genaamd Irina. Er werd ingebroken op de redactie en sporen leiden naar een bende die het wellicht gedaan zou hebben. Ook vermoeden ze dan Irina er iets mee te maken heeft. Cas gaat undercover bij de bende om meer te weten te komen. Uiteindelijk blijkt Irina de vriendin te zijn van de bendeleider. Ze wordt vervangen door Michelle, de nicht van Maja.

### De Bokor
De club komt in aanraking met een criminele jeugdbende. Als Suzan op onderzoek uitgaat, ontmoet zij een geheimzinnige magiër die enkel kwaad in de zin heeft. Daniel woont tijdelijk bij Cas doordat zijn huis verbouwd wordt; iets wat de nodige problemen oplevert. Ondertussen start Kevin een onderzoek naar computercriminaliteit. Hoe meer de redactie op onderzoek gaat, hoe meer zij merken dat alles met elkaar in verband staat en hoe meer zij in een web van voodoo, jeugdbendes en hackers verstrikt raken.

### Het verborgen signaal
In dit seizoen gaat de redactie op onderzoek naar buitenaardse wezens.

### Boze beren
Als het team zich laat zien op het terrein van Ray-X, krijgen zij te maken met zijn vader, meneer Muller, die Ray zwaar onder druk zet. Zonder dat de groep hier iets van afweet neemt Pieter, het broertje van Daniel, Ray als gijzelaar. Muller denkt dat de redactie erachter zit en ontvoert Michelle. In een telefoongesprek met Muller schreeuwt Michelle een klein stukje tekst door de telefoon waardoor ze uiteindelijk gered kan worden door de redactie.

## Cast
- Cas (Fehd El Ouali)
- Kevin (Tobias Nierop)
- Daniel (Robin Zijlstra)
- Suzan (Yoka Verbeek)
- Michelle (Charlie Chan Dagelet)
- Sylvia (Angela Groothuizen)
Hoofdredacteur en de moeder van Maja en de tante van Michelle.
- Maja (Elise Schaap)

### Terugkerende gastrollen
- Finn Poncin
- Froukje de Both
- René van Asten
- Peter Bolhuis
- Hajo Bruins
- Marcel Hensema
- Bas Keijzer
- Kees Boot
- Nikkie Plessen
- Escha tanihatu
- Marian Mudder
- Derk-Jan Warrink
- Fabian Jansen
- Sergio Romero IJssel
- Tanja Jess